# Léon Galle
Léon Galle est un érudit et bibliophile français né à Lyon le 15 juin 1854 et mort dans la même ville le 22 octobre 1914. Il a été directeur de la Revue du Lyonnais.

## Biographie
Fils de soyeux, il est aussi l'arrière-petit-neveu d'André Galle, graveur de médailles et fabricant de boutons. Élève au collège de Mongré à Villefranche-sur-Saône, il interrompt ses études pour raison de santé et les poursuit dans sa famille. Au cours de sa carrière, il est membre fondateur et président de la Société des bibliophiles lyonnais, membre de la Société historique, archéologique et littéraire de Lyon (1887-1909), membre de la Société nationale des antiquaires de France et correspondant du Comité des sociétés des beaux-arts.

## Œuvres

### Œuvres éditées

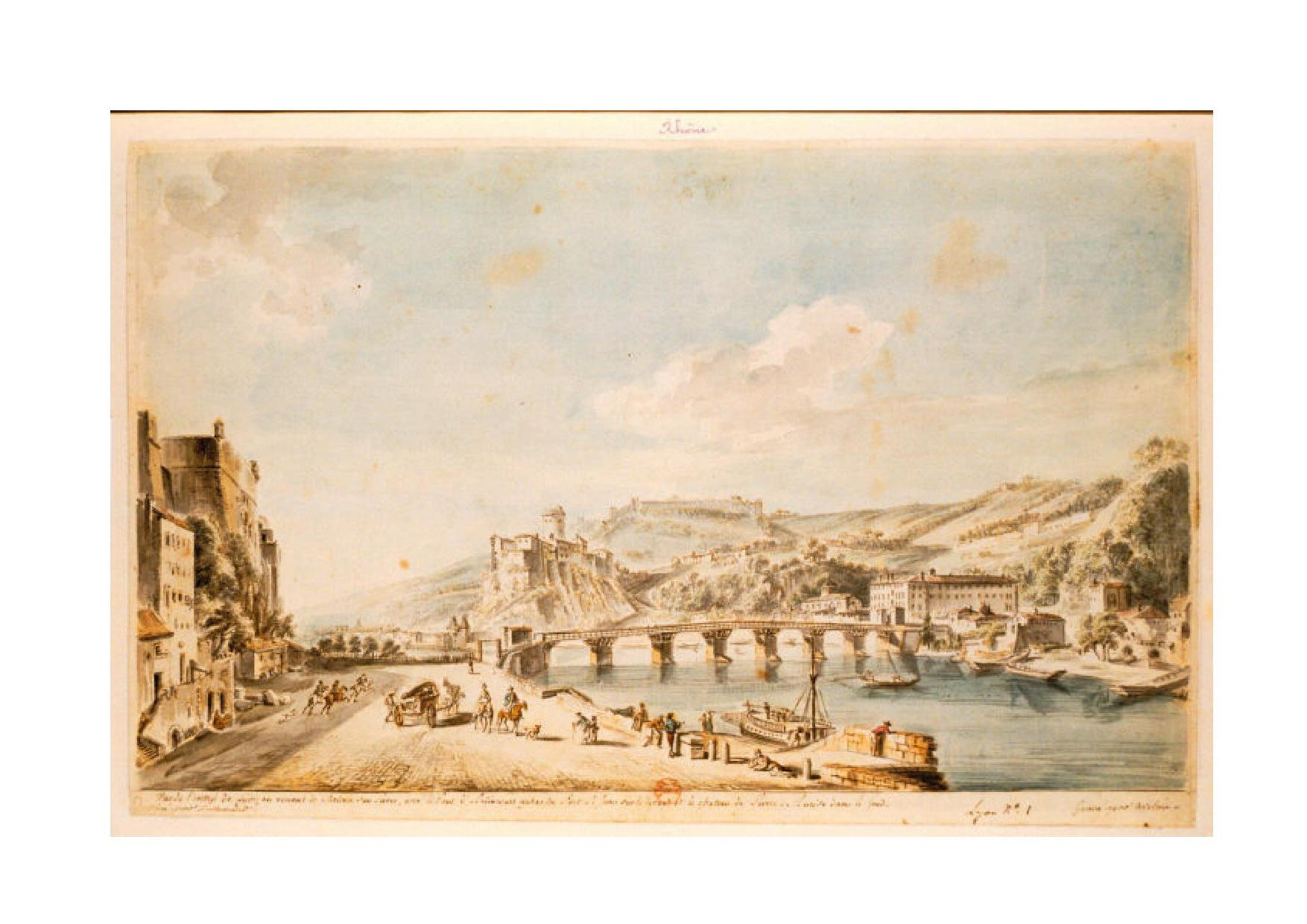
Vue du château de Pierre Scize à Lyon par Jean Baptiste Lallemand (XVIIIe siècle)

- Une évasion à Pierre-Scize en 1775, 1888.
- À propos d'un pied du cheval de Henri IV (statue du fronton de l'hôtel de ville) et où il est question du siège de Lyon, de Chinard et des fonds de chapeau, 1890.
- Notice sur une maison du seizième siècle à Écully, 1892.
- Causerie d'un bibliophile. La Bibliothèque du Cte de Lignerolles, 1894.
- Un archevêque de Lyon sur les autels, 1895, dans Mémoires de la Société littéraire, historique et archéologique de Lyon.
- Eugène Berlot, 1895.
- La Place Morel et la Famille de ce nom à Lyon, 1896.
- Une promenade à travers le vieux Lyon, compte-rendu et étude de l'ouvrage intitulé : Lyon pittoresque, par A. Bleton, 1896.
- Les Livres lyonnais de la bibliothèque du Bon Pichon, 1897.
- Pourtraict racourcy du B. heureux François de Sales, évesque de Genève, tiré par Estienne Cavet,... en 1632. Nouvellement réimprimé par les soins de Léon Galle, 1899.
- Autour d'une polémique [sur le lieu de naissance d'Innocent V], 1901.
- Allocution prononcée aux funérailles de M. William Poidebard à Davézieux (Ardèche) le 25 juin 1902, par M. Léon Galle, 1902.
- L'Art et les artistes à Lyon du XIVe au XVIIIe siècle, 1902.
- Une ancienne chapelle de l'abbaye de Savigny en Lyonnais, 1902, dans Bulletin archéologique.
- Histoire du Beaujolais, 1903.
- Tablettes d'art et d'archéologie, 1903.
- L'Abbé Félix Conil,... 1851-1895, 1904.
- La Villa d'un marchand florentin du XVIe siècle à Gorge-de-Loup, près de Lyon, 1906.
- Jean Sanlaville, 1909.
- À travers vingt-cinq années de bibliophilie lyonnaise, 1910.
- Document inédit sur les brigandages en Beaujolais après la Révolution, dans Bulletin de la Société des sciences et arts de Beaujolais, 1912.
- Armorial des bibliophiles de Lyonnais..., s.d.

### Fonds Léon Galle
Les Archives du département du Rhône et de la métropole de Lyon disposent d'un fonds important intitulé Fonds Léon Galle. Coté en sous-série 3 J, il comprend notamment un fonds d'ouvrages, de manuscrits et de plans sur Lyon et la région lyonnaise, des manuscrits originaux qu'il a étudiés, ainsi que le fonds de la direction de la Revue du Lyonnais dont il est le directeur de 1886 à 1901.

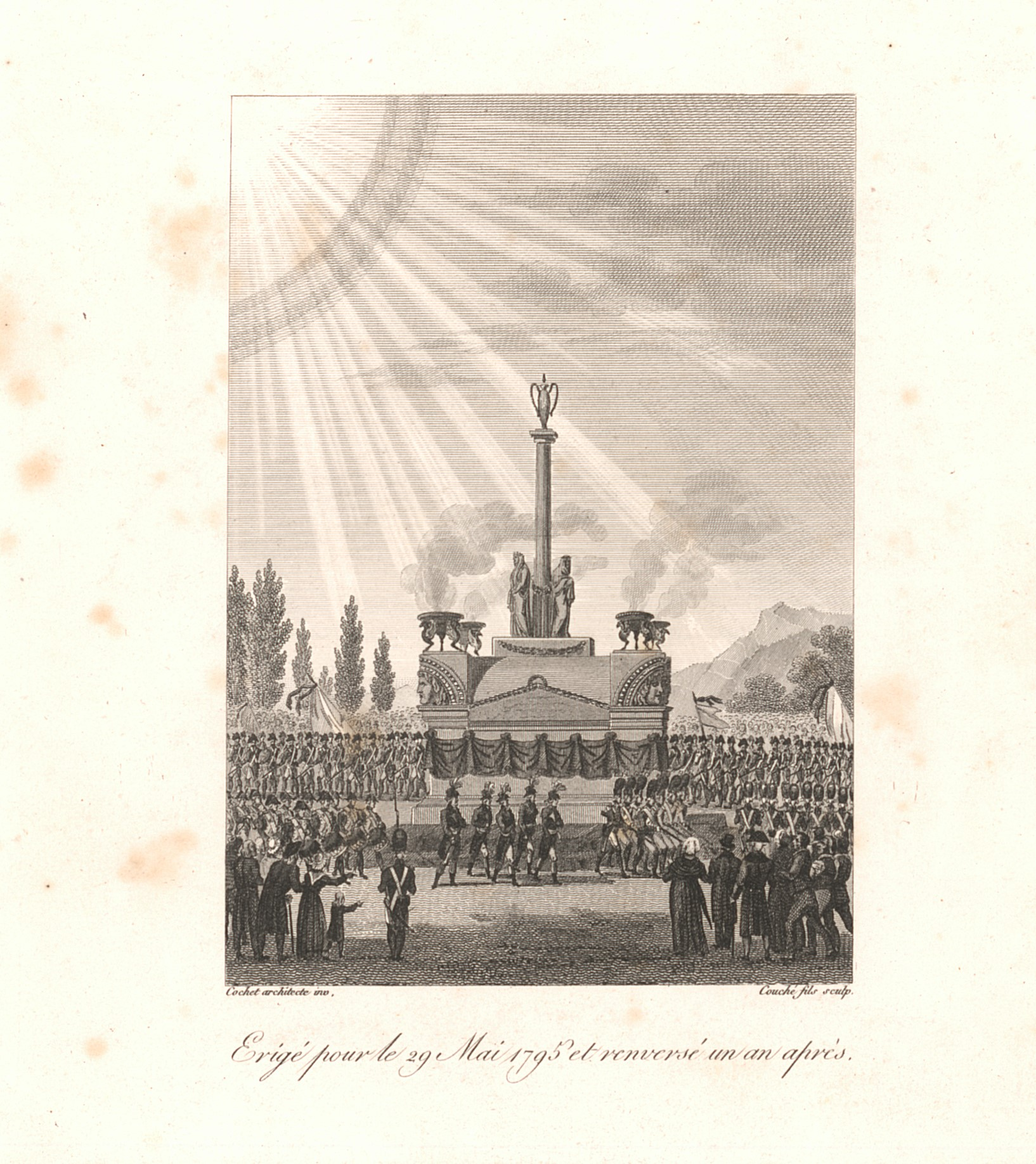
Monument aux victimes de la répression de Lyon de 1793, construit en 1795 et détruit l'année suivante